# Сова-голконіг новогвінейська
Сова́-голконі́г новогвінейська (Ninox theomacha) — вид совоподібних птахів родини совових (Strigidae). Мешкає на Новій Гвінеї і на сусідніх островах.

## Опис
Довжина птахів становить 20-28 см. Самиці є дещо більшими за самців. Верхня частина тіла рівномірно темно-коричнева, на другорядних махових перах кілька білих плям. Нижня частина тіла рівномірно каштанова. Обличчя чорнувато-буре, на лобі біла пляма. Очі яскраво-жовті, дзьоб чорнуватий з жовтуватим кінчиком, лапи оперені, пальці жовтуваті або коричнюваті, кігті чорні.

## Підвиди
Виділяють три підвиди:
- N. t. goldii Gurney, JH Sr, 1883 — острови Д'Антркасто;
- N. t. theomacha (Bonaparte, 1855) — Нова Гвінея (за винятком регіону Транс-Флай на півдні острова), острови Вайгео і Місоол (архіпелаг Раджа-Ампат);
- N. t. rosseliana Tristram, 1889 — архіпелаг Луїзіада.

## Поширення і екологія
Новогвінейські сови-голконоги мешкають в Індонезії і Папуа Новій Гвінеї. Вони живуть у вологих тропічних лісах, на узліссях і в садах. Зустрічаються на висоті до 2500 м над рівнем моря, переважно в низовинах.